# Pellene
Pellene (in greco antico: Πελλήνη?) era la polis più orientale dell'Acaia; le sue rovine si trovano a sud-est di Xylokastro.

## Storia
Durante la guerra del Peloponneso (431-404 a.C.), Pellene si schierò con Sparta.
Nel 369 a.C., durante l'egemonia tebana, fu alleata di Tebe; dopo la sua caduta, entrò nella lega achea, restandovi fino a quando Alessandro Magno la sciolse.
Dopo la caduta di Antigono I Monoftalmo, dovuta alla battaglia di Ipso (301 a.C.), la città fu occupata dalla lega etolica, che vi restò fino a quando Arato di Sicione la espulse (240 a.C.). Pellene, poi, entrò a far parte della nuova lega achea, che alla fine fu incorporata dai Romani (146 a.C.).